# Bradina chalinota
Bradina chalinota is een vlinder uit de familie van de grasmotten (Crambidae), uit de onderfamilie van de Spilomelinae. De wetenschappelijke naam van deze soort is voor het eerst voorgesteld als Pleonectusa chalinota door Edward Meyrick in een publicatie uit 1886.
De soort komt voor op de Solomonseilanden en Tuvalu.